# Zdeněk Neubauer (právník)
Zdeněk Neubauer (2. srpna 1901 Plzeň – 20. února 1956 Praha) byl český právník, úředník a vysokoškolský učitel. Zabýval se zejména státovědou a ústavním právem, publikoval i v oboru právní filosofie. Byl jedním z představitelů brněnské normativní školy.

## Život
Absolvoval v roce 1919 klasické Slovanské gymnázium v Olomouci a poté Právnickou fakultu Masarykovy univerzity v Brně. Po studiích začal pracovat ve Všeobecném penzijním ústavu, stal se ředitelem jeho brněnské úřadovny (v její budově od roku 1993 sídlí Nejvyšší soud České republiky), během německé okupace pak byl přeložen do Prahy, kde již zůstal. Podílel se zde na tvorbě zákonů o hornickém pensijním pojištění (1947) a o národním pojištění (1948).
Rozvíjel však i svou vědeckou kariéru, roku 1928 se v oboru správní právo a správní věda habilitoval u prof. Jiřího Hoetzela na pražské právnické fakultě a o pět let později v oboru ústavního práva na brněnské právnické fakultě. V Brně se také roku 1935 stal mimořádným profesorem pro obor ústavního práva a obecné státovědy, jmenování řádným profesorem ale nejdříve zhatilo uzavření českých vysokých škol v roce 1939, těsně po válce nepodložené obvinění z národní nespolehlivosti a nakonec Únor 1948, kdy na základě rozhodnutí akčního výboru musel fakultu úplně opustit. V penzijním ústavu byl přeřazen na pozici řadového zaměstnance.
Oženil se s JUDr. Štěpánkou Makowskou, s níž měl syna Zdeňka, filosofa a profesora biologie, a dceru Kamilu, která se vdala za disidenta a politika Václava Bendu.

## Dílo
Vědecky se věnoval nejen ústavnímu právu, státovědě nebo zpočátku také správnímu právu, ale často i právní filosofii. Neubauer vycházel z tezí brněnské normativní školy, její zakladatel prof. František Weyr v něm viděl svého nástupce na stolici profesora ústavního práva a jeho hlavní dílo Státověda a teorie politiky tvoří podstatný doplněk k Weyrově Teorii práva. V praktické oblasti hájil stanovisko, že je ústavně možná delegace zákonodárné moci z parlamentu na vládu a po válce se intenzivně účastnil diskuzí o nové ústavě. Předmětem jeho teoretického vědeckého zájmu byla zejména lidská vůle, kterou podle něj zkoumá jak ze statické stránky právní normativismus, tak z její dynamické stránky ekonomie.
Základní díla
- Sociální pojištění po stránce procesní (1927)
- Ústavní listina Československé republiky (spolu s Fr. Weyrem, 1931)
- Pojem státního území (1933)
- Metologický problém moderní státovědy (1939)
- Právní věda v klasifikaci věd (1939)
- Hodnoty a hodnocení (1942)
- Ústava moderní demokracie (1946)
- Státověda a theorie politiky (1947, 1948, 2006)